# Chatoï
Chatoï (en russe : Шато́й ; en tchétchène : Шуьйта) est un localité rurale (selo) et le centre administratif du raïon de Chatoï de la république tchétchène, en Russie. Sa population s'élève à 2 953 habitants selon le recensement russe de 2010.

## Histoire
Le 16 avril 1996, lors de la  première guerre de Tchétchénie, les insurgés tchétchènes, sous la direction de leur commandant Ibn al-Khattab, ont lancé une attaque contre un important convoi des forces armées russes, entraînant une bataille acharnée de trois heures. Les rebelles parvirent à détruire la totalité des véhicules du convoi et à infliger de lourdes pertes aux troupes russes. Cette bataille marqua un changement majeur dans les tactiques défensives tchétchènes et fut l’une des défaites les plus débilitantes subies par l’armée russe pendant la guerre.